# ℃-uteコンサートツアー 2010夏秋 〜ダンススペシャル!!「超占イト!!」〜
『℃-uteコンサートツアー 2010夏秋 〜ダンススペシャル!!「超占イト!!」〜』（キュートコンサートツアー2010なつあき ダンススペシャル ちょううらなイト）は、2010年8月28日から10月3日まで開催された℃-uteのコンサートツアーである。DVDは2010年12月22日、Blu-rayは2011年2月23日発売。発売元はゼティマ。

## 日程

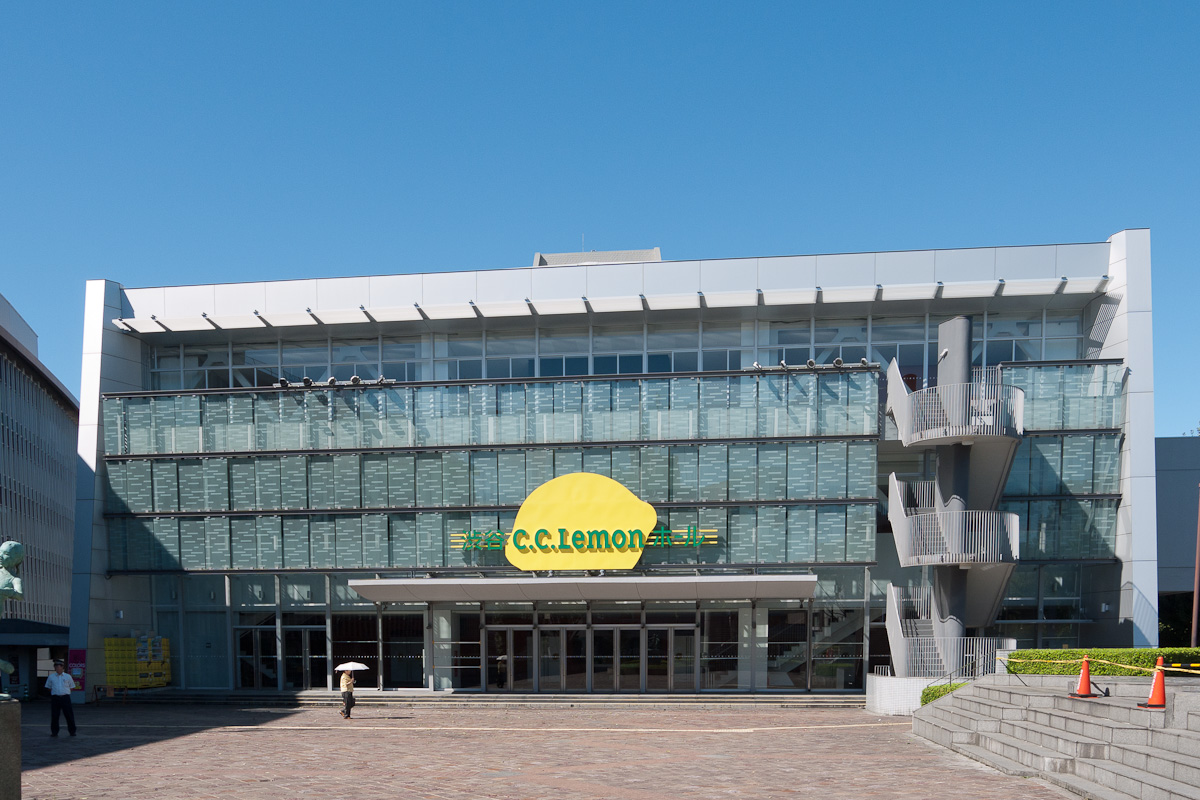
東京公演の会場となった渋谷C.C.Lemonホール（渋谷公会堂）

- 2010年8月28日・29：ハーモニーホール座間
- 9月4日：Zepp Sendai
- 9月11日：Zepp Nagoya
- 9月18日・19日：渋谷C.C.Lemonホール
- 9月23日：八王子市民会館
- 9月25日：NHK大阪ホール
- 9月26日：倉敷市民会館

追加公演
- 10月3日：市川市文化会館

## DVD/Blu-ray
『℃-uteコンサートツアー 2010夏秋 〜ダンススペシャル!!「超占イト!!」〜』（DVD：2010年12月22日 Blu-ray：2011年2月23日）
1. OPENING
2. Danceでバコーン!
3. ディスコ クイーン〜メンバー紹介
4. 都会っ子 純情
5. MC1
6. これ以上 嫌われたくないの
7. Bye Bye Bye!
8. 即 抱きしめて
9. MC2
10. The Party!（矢島舞美・岡井千聖・萩原舞）
11. ほめられ伸び子のテーマ曲
12. 【スペシャルダンスメドレー】
13. SHOCK!
14. VTR映像 〜特命部隊ナイト〜
15. まっさらブルージーンズ
16. 立ち上がれ 乙女達
17. FOREVER LOVE
18. MC3
19. One's LIFE（中島早貴・鈴木愛理）
20. めぐる恋の季節
21. 大きな愛でもてなして
22. 青春ソング
23. MC4
24. キャンパスライフ〜生まれて来てよかった〜
25. 夏DOKI リップスティック
26. ENCORE：JUMP
27. ENCORE：MC5
28. ENCORE：「忘れたくない夏」
29. ENCORE：通学ベクトル

特典映像1
昼公演より
1. The Party!（鈴木愛理・岡井千聖・萩原舞）
2. One's LIFE（矢島舞美・中島早貴）

特典映像2
- 2010年10月3日 千秋楽メイキング